# Jadwiga Smosarska

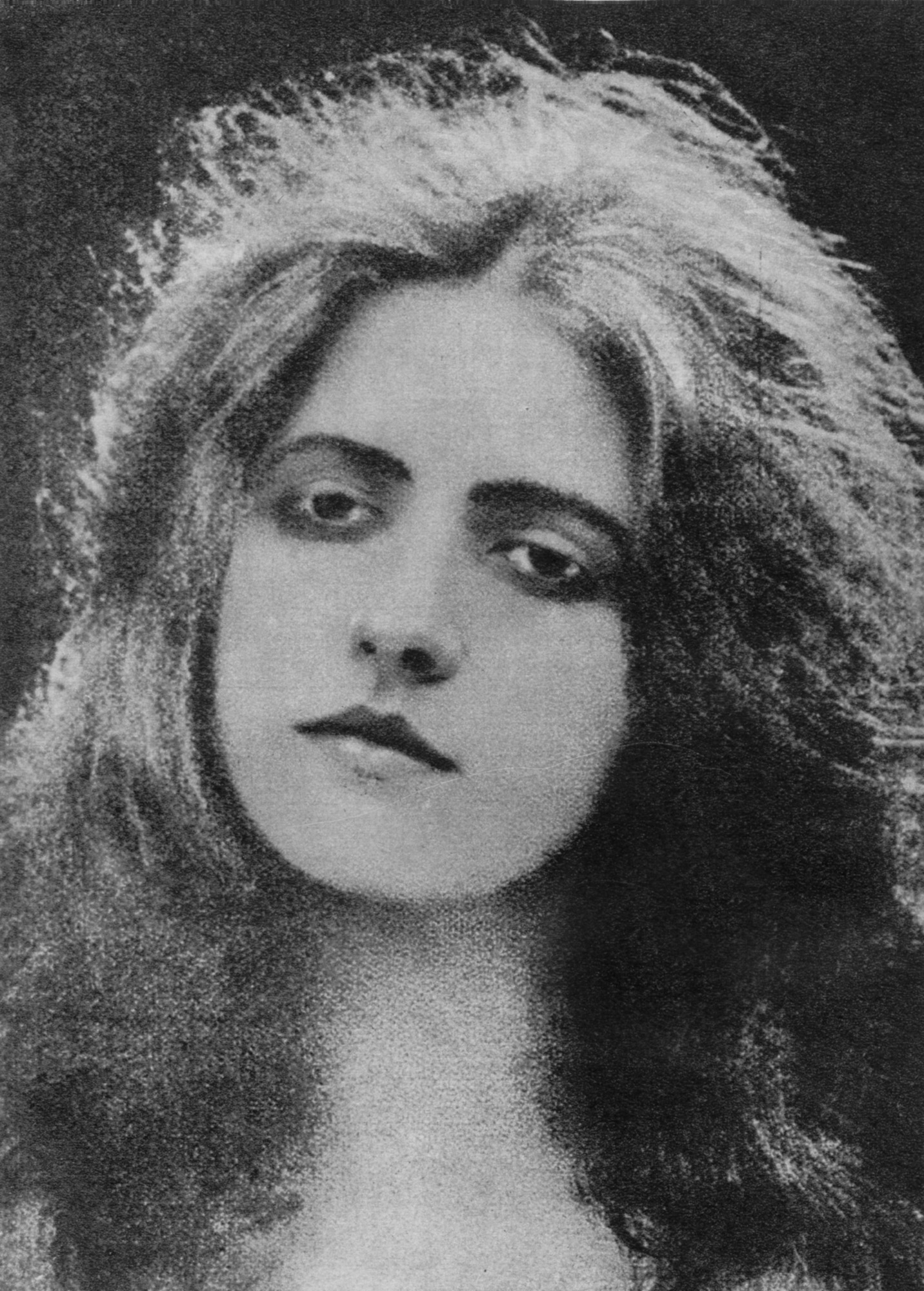
Jadwiga Smosarska im Jahr 1924

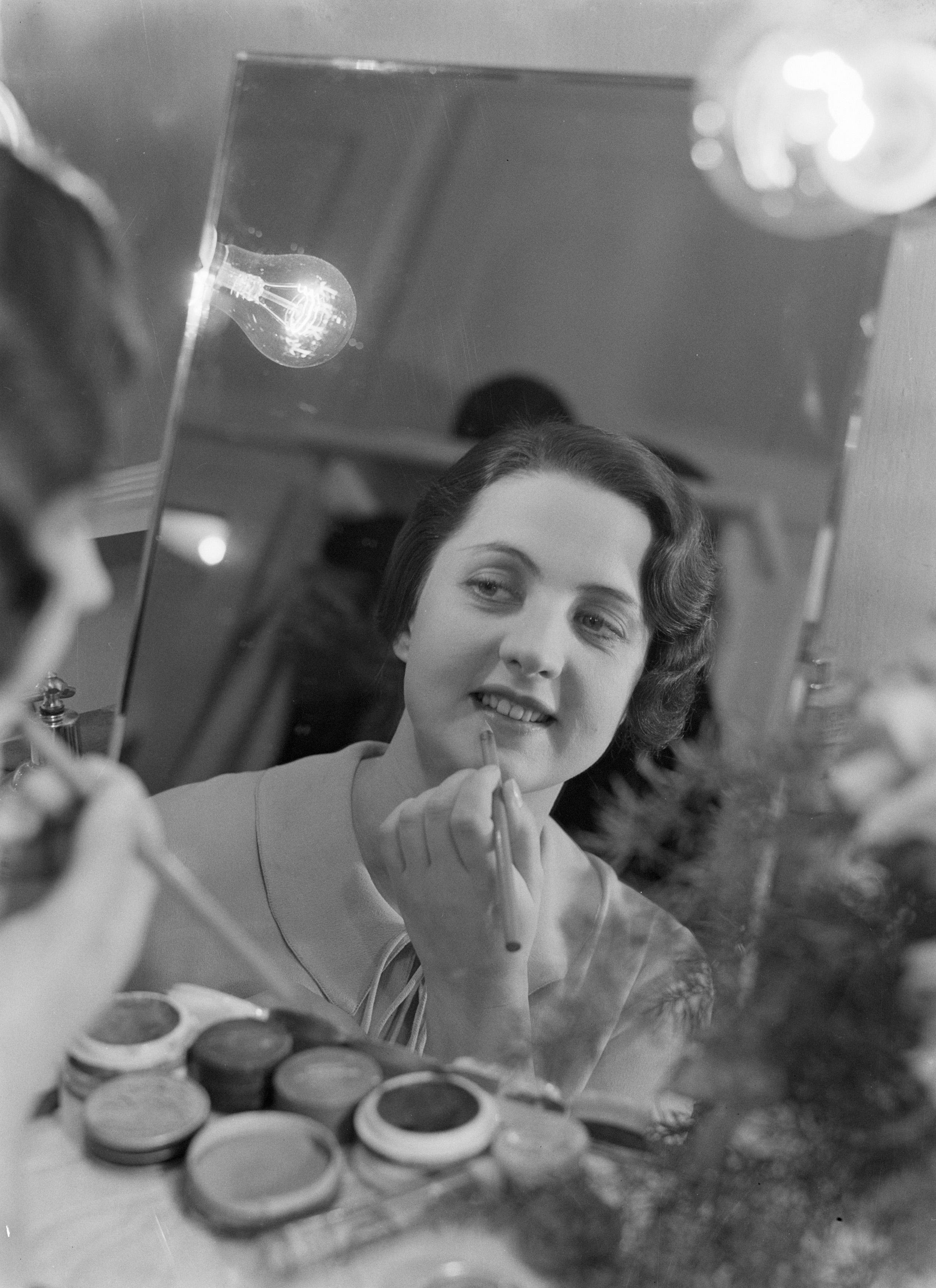
Die Schauspielerin in der Garderobe des Polnischen Theaters im Jahr 1934

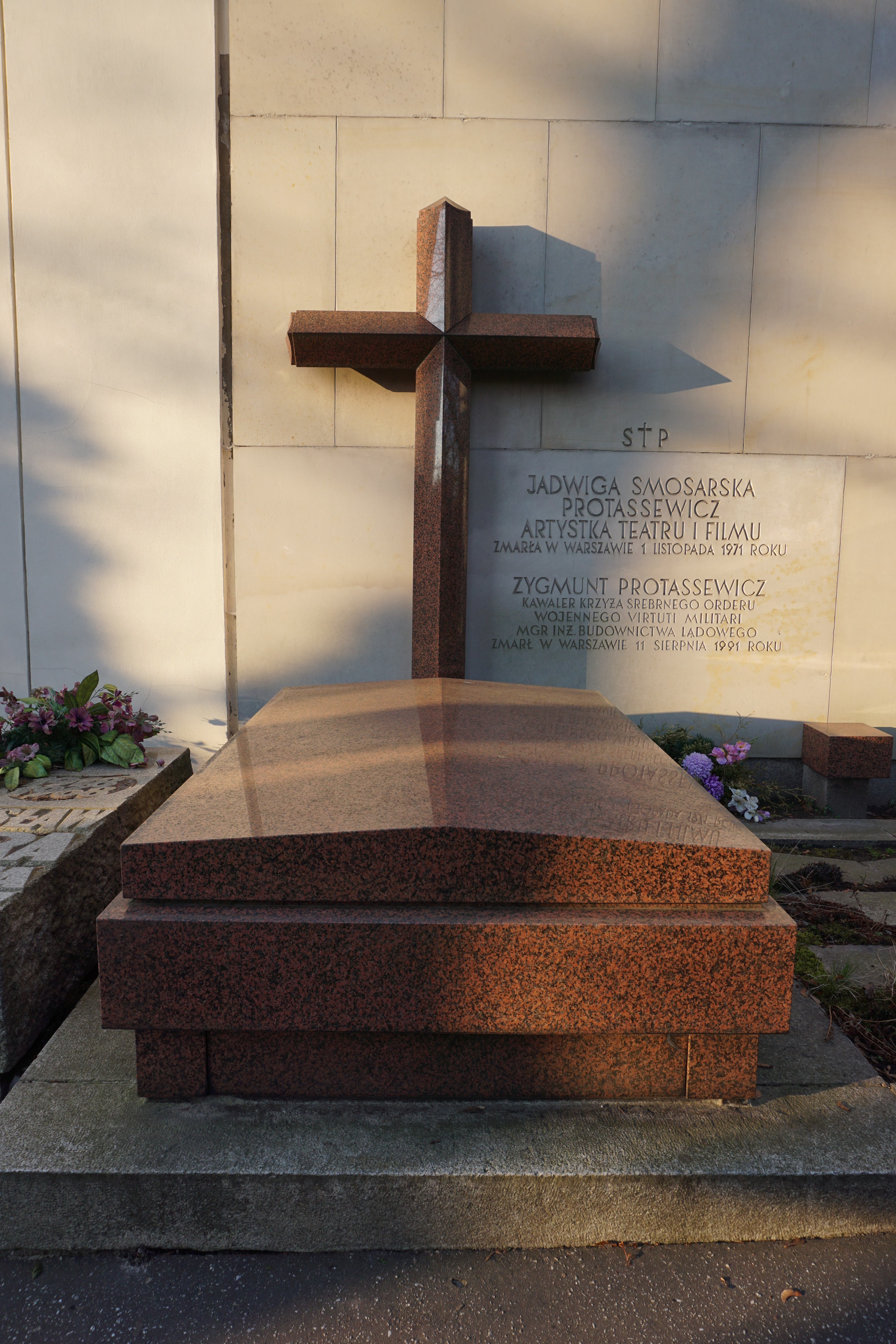
Die Grabstätte von Jadwiga Smosarska und ihrem Ehemann auf dem Warschauer Powązki-Friedhof

Jadwiga Smosarska (* 23. September 1898 in Warschau, Polen; † 1. November 1971 ebenda) war eine polnische Schauspielerin. Sie war in den 1920er und 1930er Jahren einer der populärsten Stars Polens.

## Leben
Jadwiga Smosarska wurde Ende des 19. Jahrhunderts im polnischen Warschau geboren. Sie besuchte das Internat von Aniela Hoene-Przesmycka und trat bereits während dieser Zeit im Polnischen Theater auf. Am 18. Dezember 1916 spielte sie hier die erste Jungfrau in Zygmunt Krasińskis Die ungöttliche Komödie (Nie-Boska Komedia). Sie studierte bei Wladyslaw Staszkowski Schauspiel, schrieb sich an der Warschauer Schauspielschule ein und machte 1920 ihren Abschluss. Um ihr Studium finanzieren zu können, nahm sie einen Job in einer Bank an. Ihr offizielles Theaterdebüt hatte sie am 16. August 1918 in dem Stück Tante Karola (Ciotka Karola) am Lettischen Theater Warschau, unter ihrem Pseudonym Sarska. Ihr erstes Engagement bekam sie 1920 am Rozmaitości-Theater. Bis 1939 spielte sie an verschiedenen Theatern in der polnischen Hauptstadt in ungefähr 40 Stücken auf: bis 1923 am Rozmaitości-Theater, 1924 am Polnischen und am Kleinen Theater, von 1928 bis 1939 am Nationaltheater, am Neuen, am Lettischen und am Polnischen Theater.
In der Zeit von 1920 bis 1939 spielte Smosarska in rund zwei Dutzend Filmen mit, erlangte in ihrer Heimat große Popularität und wurde zum Liebling des Publikums, wozu auch ihre volkstümliche und ausgelassene Art beitrug. Sie gewann bei Publikumsumfragen und wurde als „Königin der polnischen Leinwand“ bezeichnet. Es umgab sie ein Kult, der so außergewöhnlich war, dass sie damals als einziger polnischer Star im „Hollywood-Stil“ galt.
Einen Großteil ihrer Filmkarriere verdankte Jadwiga Smosarska dem Produzenten und Gründer des Filmstudios Sfinks: Aleksander Hertz. Als die Schauspielerin Pola Negri aufgrund ihrer zunehmenden Popularität Polen in Richtung Hollywood verließ, suchte Hertz einen Ersatz und entschied sich für Smosarska. Ihren Durchbruch hatte die Schauspielerin 1922 in dem Film Strzał. Im selben Jahr spielte sie in dem Melodram Tajemnica przystanku tramwajowego, der bei der Kritik nicht gut ankam, aber dennoch zu einer größeren Popularität Smosarskas beitrug. Dies setzte sich in den „goldenen Sfinks-Filmen“ fort, wie Niewolnica miłości (1923), O czem się nie mówi (1924) oder Trędowata (1926), in denen sie lebenserfahrene, würdevolle Frauen spielte. Ein großer kommerzieller Erfolg war der Film Iwonka (1925), dem einige patriotische Melodramen folgten, in denen sie Frauen verkörperte, die an der Seite von Männern für das Wohl des Landes kämpften.
Nach dem Tod Aleksander Hertz’ 1928 und dem Bankrott von Sfinks kam eine neue Phase in Smosarskas Karriere. Sie konnte sich im Gegensatz zu anderen Stummfilmstars aufgrund ihrer Anpassungsfähigkeit an die neuen Bedingungen weiterhin behaupten. Sie spielte ab dann vorwiegend in Komödien, die sich einer großen Beliebtheit erfreuten. Diese hatten ein vergleichbares Grundschema: Smosarskas Rollen verbargen ihre wahre Identität und gaben vor, jemand anderes zu sein. So spielte sie in dem Film Czy Lucyna to dziewczyna (1934) eine Ingenieurin, die sich nach ihrer Rückkehr vom Auslandsstudium als Mann verkleidet, um Arbeit zu finden. In Dwie Joasie (1935) verkörperte Smosarska eine Sekretärin, die sich gegen den Sexismus am Arbeitsplatz auflehnt und sich absichtlich unattraktiv kleidet, um Männer abzuschrecken. In dem Blockbuster Jadzia (1936) spielte Smosarska eine Verkäuferin, die mit einer erfolgreichen Sportlerin verwechselt wird. Sport war in den 1930er Jahren ein Modethema und ihre Rolle in dem Film spiele auf die bekannte Tennisspielerin Jadwiga Jędrzejowska an. In den 1930er Jahren spielte Jadwiga Smosarska aber auch in anderen Genres, unter anderem in dem Konstümfilm Barbara Radziwiłłówna (1936), in dem sie die Königin Polens darstellte, und in dem Melodram Skłamałam (1937). 1938 wurde ihr das Goldene Verdienstkreuz verliehen, in Anerkennung ihrer Verdienste für die polnische Filmkultur.
Mit dem Ausbruch des Zweiten Weltkriegs endete Jadwiga Smosarskas fast zwei Jahrzehnte anhaltende Filmkarriere. Sie zog mit ihrem Mann Zygmunt Protassewicz – einem Ingenieur, den sie am 26. Februar 1935 geheiratet hatte – zunächst nach Litauen und anschließend in die Vereinigten Staaten. Dort setzte sich die Schauspielerin für die kulturellen und sozialen Aktivitäten der Polen ein und war 1941 an der Organisation des Komitees zur Unterstützung polnischer Schauspieler im Exil beteiligt. In New York trat sie 1944 am Polish Artists' Theatre in der Rolle als Julia in dem Stück Pierwsza lepsza auf. Nach Ende des Kriegs engagierte sich Jadwiga Smosarska in der Liga Polnischer Schauspieler in der Unterstützung polnischer Künstler und Veteranenschauspieler. Sie reiste ab 1958 immer wieder nach Polen und zog 1970 wieder nach Warschau.
Jadwiga Smosarska starb 1971 in ihrer Geburtsstadt an den Folgen einer Mandelentzündung und wurde auf dem Alten Powązki-Friedhof begraben, wo sie in der Allee der Verdienten liegt. Ihr 1991 verstorbener Ehemann wurde später neben ihr bestattet.

## Historische Einordnung
Jadwiga Smosarska spielte keine sonderlich anspruchsvollen Rollen und wurde von Kritikern für ihre Darstellung teilweise verspottet. Ihre Popularität zeigt interessanterweise, womit sich das polnische Publikum in der Zwischenkriegszeit am meisten identifizierte. Wie die Gesellschaft sich zu der damaligen Zeit veränderte, so änderten sich auch Smosarskas Rollen. Von zunächst unglücklichen Jungfern in Melodramen hin zu starken modernen Frauen, die auch traditionelle Werte respektierten. Ihre Filme spiegeln somit das Wissen über die Tradition und Kultur der Zwischenkriegszeit wider und machten Smosarska beim Publikum zu einer Ikone dieser Zeit.

## Filmografie
- 1919: Dla szczęścia
- 1920: Bohaterstwo polskiego skauta
- 1921: Cud nad Wisłą
- 1922: Kizia-Mizia
- 1922: Strzał
- 1922: Tajemnicza przystanku tramwajowego
- 1923: Niewolnica miłości
- 1924: O czem się nie mówi
- 1925: Iwonka
- 1926: Trędowata
- 1927: Uśmiech losu
- 1927: Ziemia obiecana
- 1928: Tajemnica starego rodu
- 1929: Grzeszna miłość
- 1930: Nach Sibirien (Na Sybir)
- 1932: Księżna Łowicka
- 1932: Das Haus an der Grenze (Rok 1914)
- 1933: Prokurator Alicja Horn
- 1934: Czy Lucyna to dziewczyna?
- 1935: Dwie Joasie
- 1936: Barbara Radziwiłłówna
- 1936: Jadzia
- 1937: Skłamałam
- 1937: Ułan Księcia Józefa